# Julie Moran

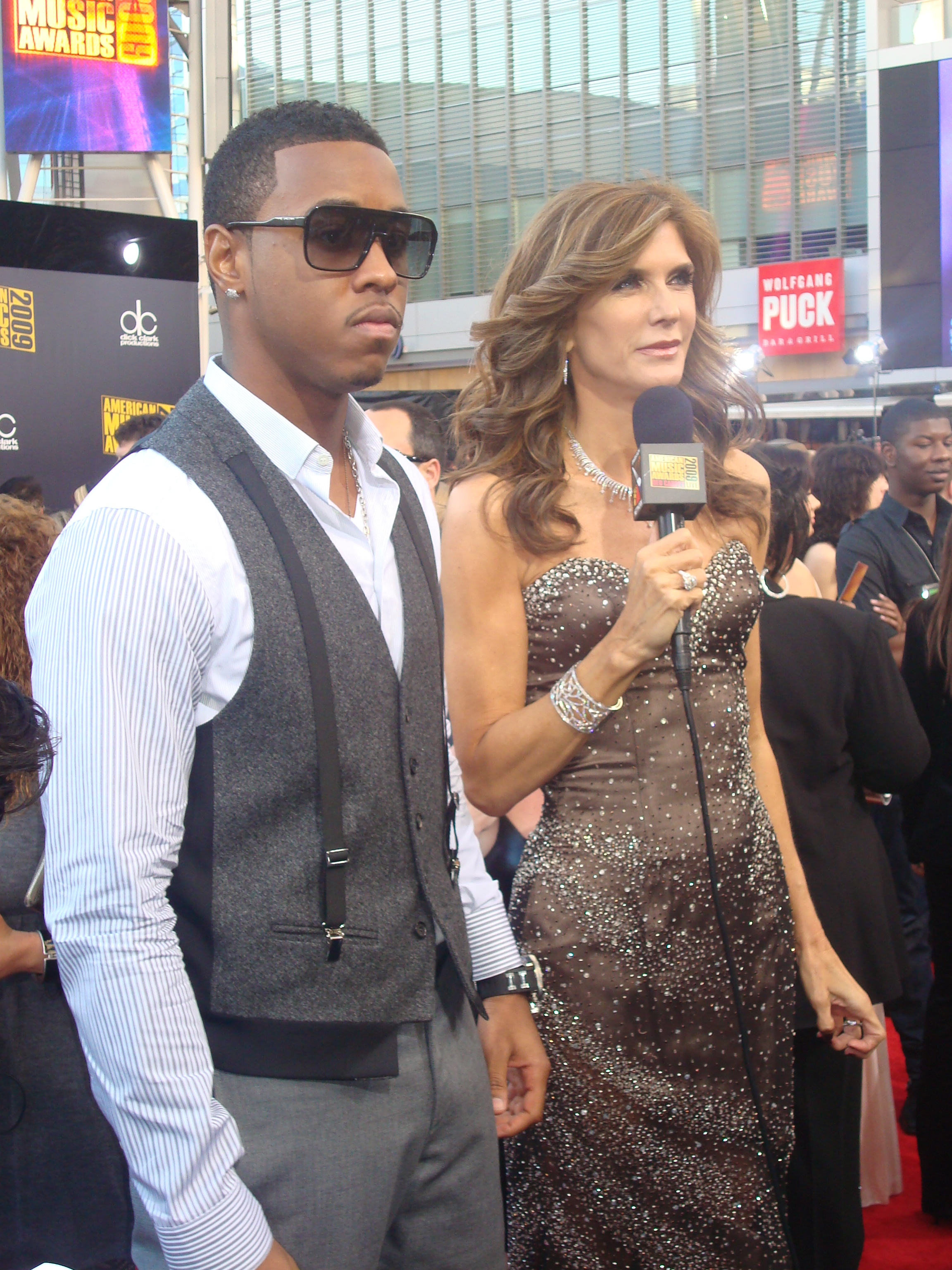
Imagem da atriz e apresentadora norte-americana Julie Moran exercendo seu trabalho.

Julie Moran (Thomasville, Geórgia, 10 de Janeiro de 1962) é uma atriz e apresentadora de televisão estadunidense, mais conhecida por apresentar programas como NBA Inside Stuff e Entertainment Tonight.

## Filmografia

### Atriz
- 1998 Xena: Warrior Princess
- 1989 Hard Time on Planet Earth
- 1988 Designing Women
- 1986 MacGyver

### Apresentadora
- 2004 The Insider's List
- 2001 Entertainment Tonight
- 1991 NBA Inside Stuff